# Наґуркі-Добрські
Наґуркі-Добрські (пол. Nagórki Dobrskie) — село в Польщі, у гміні Дробін Плоцького повіту Мазовецького воєводства.
Населення — 281 особа (2011).

## Демографія
Демографічна структура станом на 31 березня 2011 року:
|          | Загалом | Допрацездатний вік | Працездатний вік | Постпрацездатний вік |
| -------- | ------- | ------------------ | ---------------- | -------------------- |
| Чоловіки | 141     | 32                 | 96               | 13                   |
| Жінки    | 140     | 25                 | 84               | 31                   |
| Разом    | 281     | 57                 | 180              | 44                   |